# Robert Vancea
Robert Vancea est un footballeur roumain né le 28 septembre 1976. Il évolue au poste de défenseur.